# Frederik Rønnow
Frederik Riis Rønnow, född den 4 augusti 1992 i Horsens, är en dansk fotbollsmålvakt som spelar för Union Berlin. Han har också representerat Danmarks landslag.

## Karriär
Den 20 juli 2021 värvades Rønnow av Union Berlin.